# Peromyscus gossypinus
Peromyscus gossypinus е вид бозайник от семейство Хомякови (Cricetidae).

## Разпространение
Видът е разпространен в САЩ (Алабама, Арканзас, Вирджиния, Джорджия, Илинойс, Кентъки, Луизиана, Мисисипи, Мисури, Оклахома, Северна Каролина, Тексас, Тенеси, Флорида и Южна Каролина).